# Mariage à Mayotte

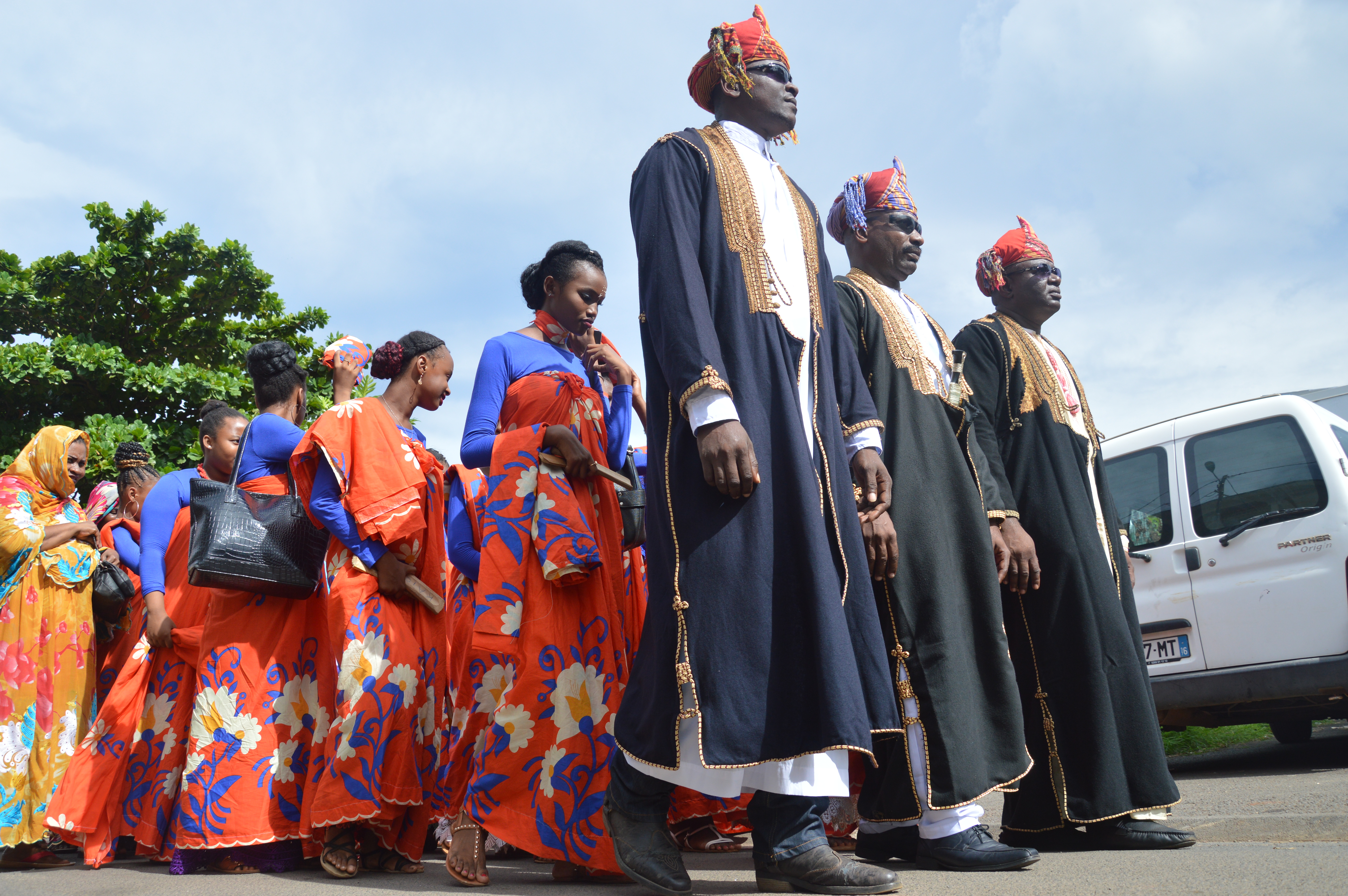
Défilé à l'occasion d'un grand mariage en 2019.

Le mariage à Mayotte est une institution extrêmement codifiée, qui est généralement l'occasion de festivités importantes pour l'économie et la société locales. Il a longtemps été à caractère essentiellement religieux, mais s'est avec le temps transformé en événement grandiose, participant à l'économie du petit département français d'outre-mer de l'océan Indien.

## Organisation traditionnelle du mariage
Le mariage coutumier à Mayotte (Harussi) existe sous deux types, le « petit » et le « grand » mariage ou manzaraka . Ils suivent la cérémonie des fiançailles, appelée marumidzo, où les familles se rencontrent (chez la jeune femme) et où peut notamment se décider le montant d'une dot. 
- Le petit mariage (mafungidzo) est une cérémonie organisée avec l'unique présence des deux familles et d'un représentant religieux (le cadi)[1]. La mariée reçoit une dot moins importante comparé au grand mariage[1].
- Le grand mariage (manzaraka) implique une célébration ouverte à toute la communauté élargie (famille au grand complet, village, dignitaires, etc, parfois plusieurs centaines de personnes[2]), qui doivent apporter des cadeaux et éventuellement de l'argent[1]. Il est généralement l'occasion de festivités somptuaires sur plusieurs jours, avec une débauche de nourriture (notamment du zébu), de spectacles, de musiques et de jeux. Historiquement, les manzarakas impliquaient aussi des sacrifices publics de zébus[3]. Du fait du coût élevé de ce type de noces, il est parfois réservé aux familles les plus riches ou au premier mariage de la fille aînée d'une lignée, et les familles sont souvent contraintes de s'endetter pour faire face aux dépenses[2].

A la base, le mafungidzo et le manzaraka étaient deux « étapes » du harussi, la première étant le marumidzo, mais l'évolution sociale tend à en faire des alternatives. Le manzaraka peut parfois aussi suivre le mafungidzo de plusieurs années, le temps que les époux aient réuni la somme suffisante à son organisation. 
Plusieurs chants et danses traditionnels sont associés au mariage : 
- Le Madjiliss est une parade nuptiale masculine accompagnée par la psalmodie de versets coraniques ;
- Le Mlélézi est une procession mixte rythmée par des percussions ;
- Le Chigoma est une parade originellement réservée aux hommes ;
- Le Chakacha
- on y chante aussi généralement le Mbiwi et le Debaa, sans que ce type de chants soit exclusivement associé aux mariages (ils sont convoqués pour la plupart des cérémonies coutumières).

On remarque qu'alors que les chants traditionnels mahorais et les danses qui les accompagnent sont souvent réservés aux femmes (mbiwi, debaa, wadaha...), les mariages sont l'occasion de plusieurs genres dédiés aux hommes (madjiliss et chigoma), même s'il arrive que des femmes y prennent part (notamment le chigoma).
Avant le mariage, une procession rythmée par les tambours (Tari la mulidi) accompagne le marié chez la mère de la mariée. 
De nombreux autres éléments du manzaraka sont codifiés, comme le Shano sha nyadza (« l’assiette de la belle-mère »), qui est un repas qui doit être offert par la famille de la mariée à la mère du marié, ou le Shungu qui est un repas que les mariés offrent à leurs conscrits (shikao). 
Après le mariage suit une période de quinze jours de Mfukare pendant lesquels les jeunes mariés sont quasiment assignés à résidence, recevant des visiteurs chez eux pendant que leurs proches pourvoient à tous leurs besoins.

## Évolution du mariage
A l'origine, le manzaraka désignait spécifiquement la cérémonie d'entrée du marié dans la maison de la mariée (hutria (hungia) pani), le nom venant des premiers vers du poème coranique chanté pour l'occasion. Si l'importance sociale du mariage à Mayotte demeure majeure, ses formes ont toutefois beaucoup évolué, et pas seulement dans l'histoire récente. 
La constatation de l'évolution des pratiques et des mœurs autour du mariage se fait tout d'abord ressentir au niveau de l'âge des femmes mariées. On constate que 60 % des femmes nées entre 1945 et 1954 étaient mariées à 20 ans, mais cette tendance est à la baisse car pour celles nées entre 1965 et 1974, elles ne sont plus que 40 %, et ainsi de suite pour les générations suivantes. Les hommes se marient aussi beaucoup plus tardivement que les femmes : à peine 5,3% des hommes sont mariés avant 25 ans, contre 33% des femmes - le niveau d'étude étant l'un des principaux facteurs de l'âge au mariage. 
D'après une étude de l'INSEE, en 2017 « à 35 ans, plus de 20 % des femmes ne sont plus mariées et 4,5 % sont encore mariées mais ne vivent plus en couple », alors qu'à partir de cet âge-là 86 % des hommes sont mariés et vivent en couple. 
L'islam ne sacralisant pas autant le mariage que le christianisme, les séparations sont plus nombreuses à Mayotte qu’ailleurs : plus d’une femme sur trois âgée de 35 à 64 ans déclare s’être mariée au moins deux fois. Plus d’une femme sur dix s’est même mariée trois fois ou plus.
Continuant son élan vers l'évolution, qui a notamment été accéléré par sa départementalisation en 2011, l'île a vu la mise en place du mariage civil, permettant une reconnaissance des mariages faits auprès d'un officier d'état civil ; auparavant les mariages étaient célébrés religieusement et enregistrés par le seul qadi, donc non enregistrés par les administrations. Le mariage civil est généralement opéré en parallèle du mafungidzo (« petit mariage »), mais la proportion de mariages uniquement religieux tarde à diminuer. 
Toutes ces procédures ont aussi mis un terme à la polygamie qu'a abolie la République française le 24 août 1993 (via la loi Pasqua). Cette étape étant ancrée dans les mœurs des Mahorais ; elle a mis plus de 15 ans avant d'être appliquée à Mayotte, où elle a été officiellement proclamée en 2010. Cette polygamie ainsi que certaines pratiques dont le mariage ont été principalement inspirées du droit musulman et des coutumes africaines et malgaches.
Les « Manzarakas » ont beaucoup changé depuis la fin du XXe siècle : sous l'effet de la concurrence des familles les plus riches, ceux-ci tendent à devenir une compétition de festivités au coût de plus en plus astronomique. En 2015, on a pu voir dans un article publié par la principale chaîne d'information Mayotte La Première, abordant la question de cette forme de mariage qui est « un cauchemar pour la famille des mariés et surtout de la mariée ». A l'inverse, certaines familles préfèrent se contenter d'un unique walima (banquet de mariage) à l'issue d'un simple « petit mariage », un peu comme en Métropole. 

### Le mariage, acteur économique
La saison des mariages se situe généralement aux vacances d'hiver et d'été. Les familles des futurs mariés se perçoivent souvent en rivalité avec les autres familles ayant organisé le mariage de leur enfant dans le même village, ce qui fait que celles-ci n'hésitent pas à faire de grosses dépenses pour la nourriture, les gâteaux et les boissons ; des sommes pouvant atteindre ou dépasser 20 000 €. 
La problématique du financement de ces événements a été soulevée dès 2007 par le journal Mayotte Hebdo : outre ces dépenses pharaoniques, il y a la dot en moyenne estimé à 1 500 € mais récemment des sommes allant jusqu'à 30 000 € ont été observées juste pour la dot, en plus des bijoux que le futur marié doit fournir à sa future femme. Actuellement, les banques de Mayotte ne proposent pas de prêt spécifique pour les mariages, et l'endettement se fait en général sur un prêt à la consommation avec un taux d'usure très élevé, ou un système de tontine (chicoa ou shikoa). 
Le mariage constitue donc maintenant un secteur économique à part entière à Mayotte. Bien qu'il participe au fonctionnement de l'économie, ces dérives financières entraînent aussi des risques pour l'économie de l'île, notamment de surendettement des jeunes ménages. En outre, une partie de ces mariages débouchent sur des divorce (la répudiation du mari est une pratique commune à Mayotte), ce qui rend le remboursement des crédits contractés d'autant plus difficile (et débouche potentiellement sur l'organisation de nouveaux mariages). 
La population est donc prise entre une course à la dépense qui outrepasse trop souvent les capacités de remboursement, et une évolution de plus en plus mercantile du mariage, qui s'éloigne de son caractère religieux, traditionnel et familial, ou tout simplement intime.

### Une ouverture et des mariages mixtes plus fréquents
Un nouveau phénomène vient aussi bousculer les traditions matrimoniales mahoraises : les mariages mixtes, c'est-à-dire entre un(e) Mahorais(e) et un représentant d'une autre culture (malgache, indien, réunionnais, métropolitain, africain...). Ce melting pot mahorais a diversifié les traditions matrimoniales, et fournit souvent aux familles un prétexte pour se dispenser d'organiser un manzaraka facilement ruineux.